# Linia kolejowa nr 70 (CFL)
Linia kolejowa nr 70 – linia kolejowa łącząca Luksemburg z Belgią i Francja. Linię obsługuje Chemins de Fer Luxembourgeois.

## Stacje
- Luksemburg
- Hollerich
- Leudelange
- Dippach-Reckange
- Schouweiler
- Bascharage-Sanem
- Pétange
- Lamadelaine
- Rodange
  - Athus (Belgia)
- Longwy (Francja)
- Longuyon (Francja)